# Dik van Kleef
Theodorus Antonius Maria (Dik) van Kleef (Hoorn, 10 mei 1927 – Purmerend, 21 februari 1987) was een Nederlands politicus voor de Politieke Partij Radikalen en natuurkundige.
Na hbs-b ging Van Kleef wiskunde en natuurkunde studeren bij de Universiteit van Amsterdam. Hij studeerde in 1952 af. Hij was al vanaf 1949 docent wiskunde en natuurkunde op het Sint Werenfridus Lyceum. In 1953 werd hij officier der genie Koninklijke Landmacht. In de jaren 50 en 60 was hij docent op Sint-Nicolaaslyceum. Tegelijkertijd werkte hij aan een proefschrift "Het spectrum van iridium: structuur, Zeemaneffect en configuratieberekeningen". Hierop promoveerde hij aan de UvA in 1957. In 1973 werd hij wetenschappelijk hoofdmedewerker bij de Universiteit van Amsterdam en docent bedrijfscalculatie bij het Instituut "Dinkgreve".
Van Kleef was daarnaast lid van de Katholieke Volkspartij. Hij was lid van het partijbestuur van deze partij en voorzitter van de KVP-afdeling in Amsterdam. In 1966 werd hij gekozen in de Provinciale Staten van Noord-Holland. In 1968 stapte hij over naar de PPR. Hij bleef nog twee jaar Statenlid. Ook werd hij lid en later penningmeester van het partijbestuur van de PPR. In 1974 werd hij voor de PPR Eerste Kamerlid. Hij bleef dit tot 1980. Hij voerde het woord op het gebied van binnenlandse zaken, financiën, sociale zaken en economische zaken. Als lid van de Godebaldgroep was Van Kleef voorstander van samenwerking van de PPR met de PvdA en D66 in plaats van met de Communistische Partij van Nederland en de Pacifistisch Socialistische Partij. Van Kleef overleed in 1987 in Purmerend.
- Biografisch Portaal: 42871045
- Parlement.com: vg09llgmd301